# Luis Homero José Lanari
Luis Homero José Lanari (Taboada, 3 de noviembre de 1919-1995) fue un militar argentino, perteneciente a la Fuerza Aérea, que se desempeñó como gobernador de facto de la provincia de Río Negro entre 1966 y 1969.

## Biografía
Nació en 1919 en Estación Taboada (provincia de Santiago del Estero). Asistió al Colegio Militar de la Nación, a la Escuela de Aviación Militar (EAM) y a la Escuela Superior Técnica de Aeronáutica.
En la EAM fue profesor de vuelo y de operación logística. También fue docente en la Escuela de Aeronáutica y en la Escuela de Comando. Entre 1955 y 1957, fue jefe del Regimiento 1 de Ataque, en 1962 del destacamento aeronáutico del Aeroparque Jorge Newbery, y en 1965 de la dirección general del personal de aeronáutica. De 1963 a 1964 fue agregado aeronáutico en la embajada de Argentina en Chile. Pasó a retiro en 1966 con el grado de comodoro.
Durante la dictadura militar de la autodenominada Revolución Argentina, se desempeñó como gobernador de facto de la provincia de Río Negro entre 1966 y 1969. Durante su gestión, se llevó a cabo un plan de obras públicas con un Fondo de Integración Provincial y la Caja de Previsión Social provincial (junto a un consejo asesor gremial) realizó un plan de acción comunitaria que incluyó una obra social para empleados estatales, planes de vivienda, planes de préstamos y turismo social para estatales, adquiriendo un hotel en San Carlos de Bariloche.